# Satz von Tijdeman
In der Zahlentheorie, einem der Teilgebiete der Mathematik, ist der Satz von Tijdeman ein von dem Mathematiker Robert Tijdeman im Jahre 1976 vorgelegter Lehrsatz, der sich mit der Frage der Lösbarkeit der catalanschen Gleichung befasst.

## Formulierung des Tijdeman’schen Satzes
Der Satz lässt sich folgendermaßen formulieren:
In der Menge {\displaystyle {\mathcal {P}}:=\left\{b^{e}\;{\Big |}\;b\in \mathbb {N} \;,e\in \mathbb {N} \;,\;e>1\right\}=\left\{1,4,8,9,16,25,27,32,36,49,64,81,100,121,125,128,144,169,\ldots \right\}} der natürlichen Potenzzahlen gibt es nur endlich viele Paare {\displaystyle (x,y)\in {\mathcal {P}}\times {\mathcal {P}}}, welche die diophantische Gleichung {\displaystyle y=x+1} erfüllen.

## Weitere Ergebnisse
Im Zusammenhang mit der Vermutung von Catalan ist der folgende klassische Lehrsatz erwähnenswert:
In der Menge {\displaystyle \mathbb {Z} } der ganzen Zahlen gibt es kein Tripel {\displaystyle (x,y,z)\in {\mathbb {Z} }\times {\mathbb {Z} }\times {\mathbb {Z} }} mit {\displaystyle x\neq y} und {\displaystyle z\neq 0}, welches die diophantische Gleichung {\displaystyle x^{3}+y^{3}=2z^{3}} erfüllt.
Für diesen Satz hat unter anderem der polnische Mathematiker Antoni Wakulicz im Jahre 1957 einen Beweis gegeben hat. Aus ihm lässt sich folgern, dass die diophantische Gleichung {\displaystyle x^{2}-y^{3}=1} innerhalb der natürlichen Zahlen, von {\displaystyle x=3\;,\;y=2} abgesehen, keine Lösung hat.
Hinzuweisen ist hier weiter auf ein Resultat, das V. A. Lebesgue bereits im Jahre 1850 vorlegte:
Wenn eine beliebige Hochzahl {\displaystyle m\in \mathbb {N} } mit {\displaystyle m\geq 2} gegeben ist, so existiert dazu nie ein geordnetes Paar {\displaystyle (x,y)} von  ganzen Zahlen mit {\displaystyle x\neq 0} und {\displaystyle y\neq 0}, welches die diophantische Gleichung {\displaystyle x^{m}=y^{2}+1} erfüllt.
In diesem Kontext ist ebenfalls ein Resultat von Ko Chao aus dem Jahre 1965 bedeutsam:
Wenn eine beliebige Primzahl {\displaystyle p\in \mathbb {N} } mit {\displaystyle p\geq 5} als Hochzahl gegeben ist, so existiert dazu nie ein geordnetes Paar {\displaystyle (x,y)} von ganzen Zahlen mit {\displaystyle x\neq 0} und {\displaystyle y\neq 0}, welches die diophantische Gleichung {\displaystyle x^{2}-y^{p}=1} erfüllt.
Im Jahre 2002 bewies Preda Mihăilescu schließlich den über das Tijdemansche Resultat hinausgehenden Satz von Mihăilescu, demzufolge die catalansche Vermutung richtig ist. Danach ist die oben angesprochene Lösungsmenge sogar einelementig: {\displaystyle \{(x,y)\in {\mathcal {P}}\times {\mathcal {P}}\,\mid \,y=x+1\}=\{(8,9)\}}. Der Satz von Tijdeman ist insofern als ein Vorläufer auf dem Weg zur Bestätigung der catalanschen Vermutung anzusehen.
Hinzuweisen ist auch auf die Fermat-Catalan-Vermutung, die ähnlich wie der Tijdeman’sche Satz eine Endlichkeitsaussage in den Raum stellt. Hiernach sollen nur endlich viele natürliche Potenzzahlentripel {\displaystyle (x,y,z)\in {\mathcal {P}}\times {\mathcal {P}}\times {\mathcal {P}}} existieren, welche die Gleichung {\displaystyle x+y=z} erfüllen und dabei noch gewisse Nebenbedingungen erfüllen. Hier gibt es neben den bekannten nichttrivialen Lösungen vor allem den Satz, dass die abc-Vermutung die Fermat-Catalan-Vermutung impliziert.